# Simond (entreprise)
Pour les articles homonymes, voir Simond.
L’entreprise Simond , fondée vers 1870 par Adolphe Simond, est une entreprise française de fabrication de matériels d'alpinisme. Elle est la propriété du groupe français Decathlon depuis 2008.

## Historique

### Débuts (1870-1922)
Jean-Michel Simond (né en 1815), laboureur sur le hameau des Bossons à Chamonix, meurt en 1867. Il est père de 9 enfants. L'ainé de ses 3 fils, Adolphe (né en 1854) âgé de 13 ans, est trop jeune pour reprendre l'exploitation familiale. Adolphe devient apprenti chez Michel Devouassoud (1827-1901), forgeron qui fabrique des sonnettes (pour les vaches) et des piolets d'alpinisme (sa candidature ayant étant probablement appuyée par son oncle Auguste Simond (1816-1870) lui-même forgeron).
Après quelques années chez Michel Devouassoud, Adolphe fabrique ses propres sonnettes et piolets sous son nom, qu'il signe sans ambiguïté A. Simond après la mort de son oncle Auguste Simond en 1870. À la mort de sa mère Marie (née Couttet) en 1883, il change le nom de son entreprise qui devient A. Simond et frères car il s'associe avec ses deux frères Michel (1861-1933) et François (1867-1946). Avec le temps, Michel s'éloigne de l'entreprise car il est très occupé par son activité hôtelière. L'entreprise se fait connaître par les récompenses qu'elle reçoit dans les grandes expositions, telles l'Exposition universelle de 1889 à Paris ou l'Exposition alpine de Grenoble.

### Reconnaissance internationale (1922-1967)
En 1922, Adolphe Simond (1854-1934) prend sa retraite et l'entreprise est divisée en 2 entités. François Simond prend la responsabilité de l'entité chargée des piolets et Rodolphe Simond (né en 1892), le fils d'Adolphe, prend en charge l'entité qui réalise les sonnettes. Malheureusement le 20 mars 1955, un terrible drame survient au passage à niveau de Machilly où une locomotive percute la voiture de Rodolphe Simond alors que la barrière était ouverture. Tous les occupants de la voiture dont Rodolphe et 5 membres de sa famille disparaissent dans cet accident.
Dès 1922, François Simond rebaptise l'entreprise François Simond & Fils car il travaille avec ses 4 fils : Philibert (1893-1972), Hector (1894-1985), Claudius (1905-1984) et Narcisse (1914-1933). Il lance de nouveaux produits tels les piolets démontables, les crampons à partir de 1927, les crochets à glace, les pitons à rocher à partir de 1938, les mousquetons à partir de 1940. 
Lorsque François Simond disparait en 1946, c'est son fils Claudius qui lui succède. Ce dernier dépose de nombreux brevets. L'entreprise atteint une renommée mondiale. Les premières ascensions himalayennes telles l'Annapurna (premier sommet gravi de plus de 8000 mètres) par Louis Lachenal et Maurice Herzog en 1950, ainsi que la première ascension de l'Everest par Edmund Hillary et Tensing Norgay en 1953, sont effectuées avec des piolets Simond.

### Leader mondial (1968-2004)
Après Claudius, c'est son fils Ludger (né en 1944) qui lui succède à la tête de l'entreprise. La pratique de l'alpinisme se modernise. L'entreprise collabore avec des alpinistes prestigieux tels Walter Cecchinel ou Christophe Profit. Elle sait s'adapter en répondant aux nouvelles demandes : piolets entièrement métalliques, piolets Chacal à lame banane, mousquetons innovants, crampons rigides, piolets Scud à manches déportés.

### Nouveaux propriétaires (2004 à nos jours)
En 2004, âgé de 60 ans, Ludger Simond vend la société à l'entreprise Wichard, spécialisée dans l'accastillage.
Wichard conserve l'entreprise Simond 4 années et la revend en 2008 à la société Décathlon. Cette dernière décide de poursuivre la fabrication du matériel d'alpinisme en France, et implante en 2023 une nouvelle usine à Chamonix. 
Par ailleurs, la marque Simond est étendue à d'autres types de produits associés à la montagne : cordes, harnais, vêtements, ...